# Voivodato de Vilna
El voivodato de Vilna (en latín: Palatinatus Vilnensis, en lituano: Vilniaus vaivadija, en polaco: województwo wileńskie, en bielorruso: Віленскае ваяводства) fue uno de los voivodatos del Gran Ducado de Lituania, que existió desde la creación del voivodato en 1413 hasta la destrucción del estado lituano en 1795. Este voivodato fue el más grande e importante de Lituania.

## Historia

Escudo de armas de Vilna
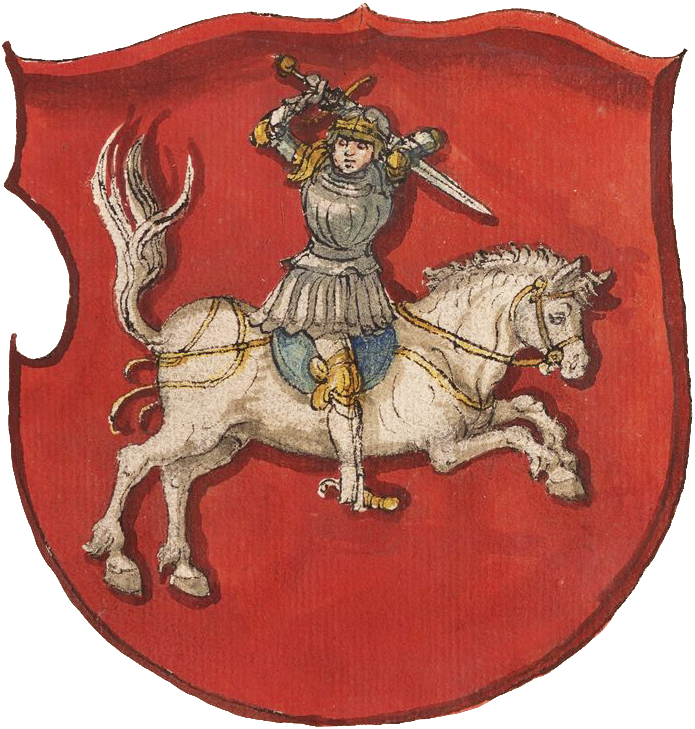
El escudo de armas del voivodato en 1555
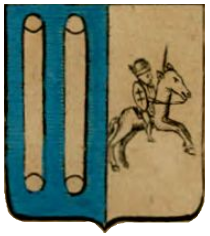
Como se muestra en 1712
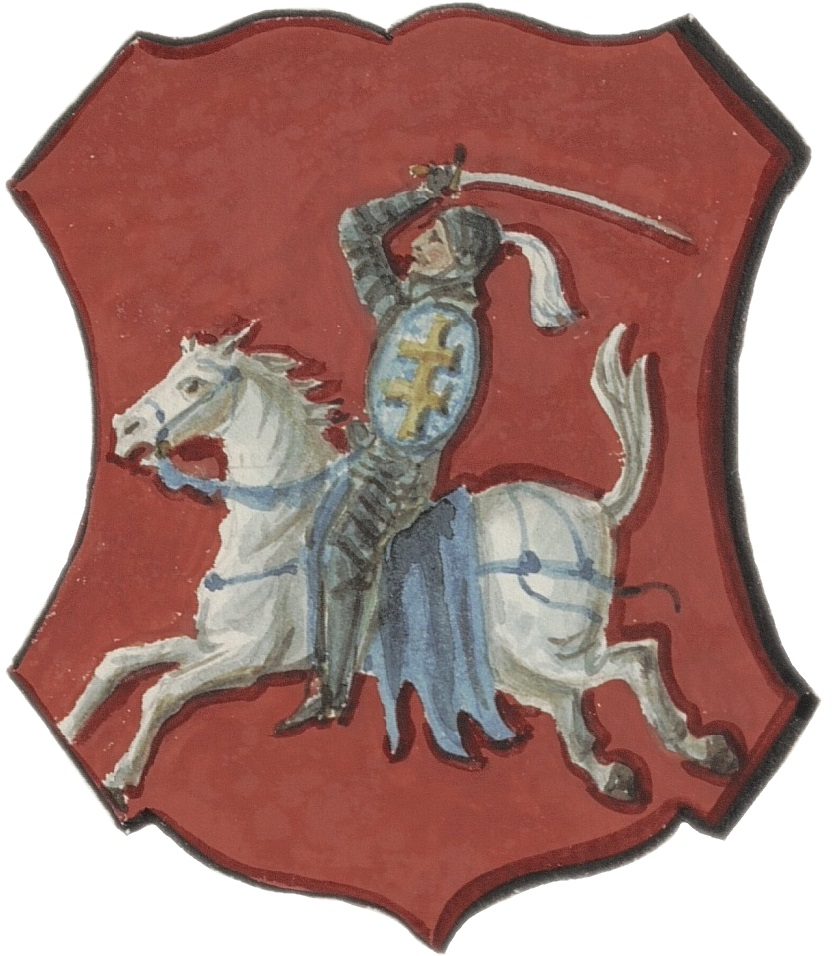
Como se muestra en 1875

### 1413-1566

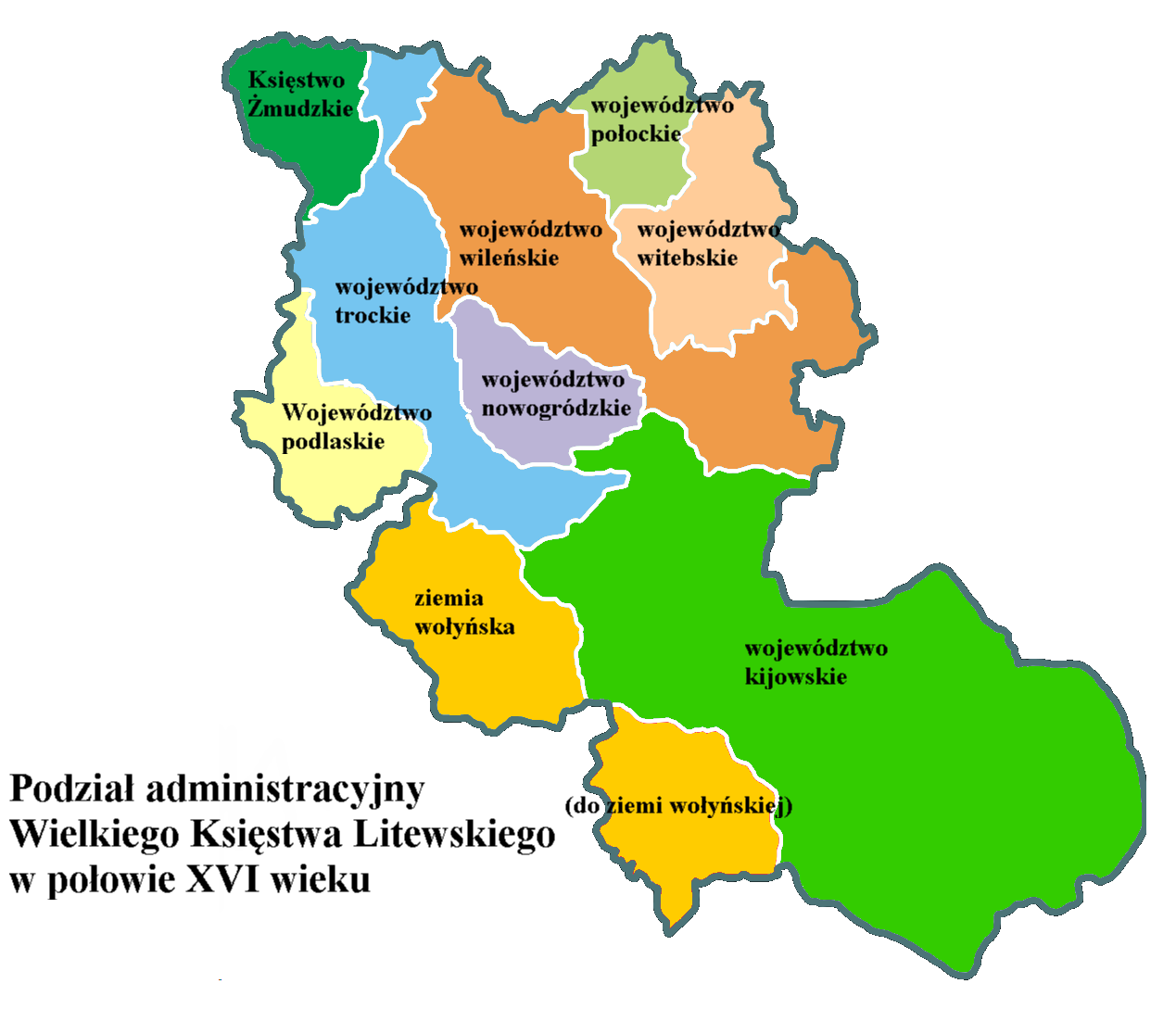
Voivodato de Vilna (en color naranja) como una división territorial del Gran Ducado de Lituania

Se creó el voivodato de Vilna en lugar del Virreinato de Vilna (en lituano: Vilniaus vietininkija) durante el Pacto de Horodło en 1413.

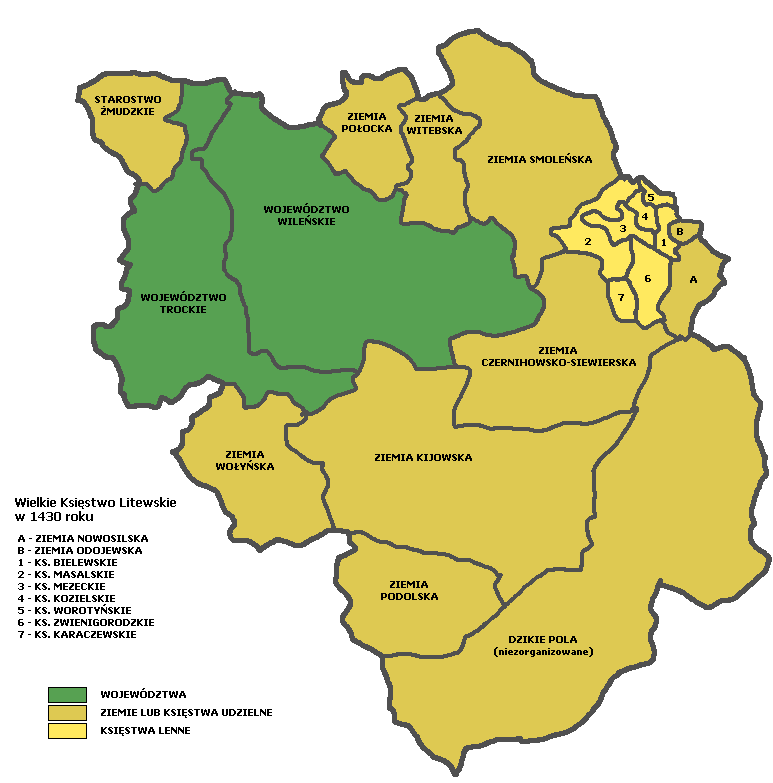
Voivodato de Vilna (en color verde al este del Voivodato de Trakai) siendo el más grande del Gran Ducado de Lituania hacia el año 1430.

El núcleo del voivodato de Vilna era el condado del mismo nombre, que estaba compuesto por el alguacilazgo de Vilna (en lituano: Vilniaus tijūnija), que estaba compuesta por los señoríos de Vilna, Nemenčinė, Švenčionys, Dysna y otros lugares, además de casi toda Lituania a ambos lados de Neris. También se incluyó el virreinato de Breslauja (en lituano: Breslaujos vietininkija), Svieriai, las tierras de los duques Giedraičiai y los condados de la llamada Rus lituana, que incluía Maladečina, Aina, Minsk, Barysaw, Réchytsa, Svislocius, Propoysk-Chachersk. En el Alto Dnieper, el voivodato de Vilna tenía la mitad de las parroquias de Garvolis, Liuošanai y Babruisk, cuya parte restante pertenecía al voivodato de Trakai. De las tierras de Vítebsk, el voivodato de Vilna recibió Maguilov, que pertenecía a la Gran Duquesa de Lituania, Kniaziciai, Teterinas y Obolcai. Además, los principados de Alšėnai, Kletsk, Naugardukas, Slutsk, Trobos y Zaslavlis formaban parte del Voivodato de Vilna. Naugardukas se convirtió en un voivodato independiente en 1507.
El voivodato de Vilna fue la ubicación de muchas grandes propiedades. Estos estaban centrados en los siguientes lugares y eran propiedad de esas familias: Goštautai tenía Geranainis, Radvila tenía a Nesvyžius y Dubingiai, Zaberezinskiai tenía Zaberezinas, mientras que el Astikai tenía Vyžuonos.

### 1566-1795
En 1566, durante las reformas administrativas y judiciales de 1564-1566, el voivodato de Vilnius se dividió en los condados de Vilna, Asmena, Breslauja, Lyda (asignado desde el voivodato de Trakai), Ukmerge. Simultáneamente, las tierras de Vítebsk, el Alto Dnieper, la mayor parte de la Rus lituana, los principados de Kletsk y Sluck fueron separados del voivodato de Vilna.

## Secuelas

### sigloXIX
Después de las particiones de la Mancomunidad polaco-lituana, el voivodato de Vilna fue ocupado por el Imperio ruso. La mayor parte del territorio se convirtió en la gobernación de Vilna. En 1843, su parte norte fue asignada a la gobernación de Kaunas.

### sigloXX
Después de la Primera Guerra Mundial, las tierras del antiguo voivodato de Vilna fueron disputadas por el ejército de la Lituania Central, el ejército polaco y el ejército rojo. Durante el período de entreguerras, la mayor parte del antiguo voivodato terminó bajo la Segunda República Polaca, mientras que el resto fue gobernado por lituanos. Según el tratado de paz soviético-lituano de 1920, la mayor parte del antiguo voivodato debería haber sido parte de Lituania. Después de la Segunda Guerra Mundial, la ocupación de la Unión Soviética asignó la mayor parte del territorio del voivodato que anteriormente estaba bajo el dominio polaco a la República Socialista Soviética de Bielorrusia.

## Geografía y división administrativa

Condado de Vilna

Condado de Asmena

Condado de Lida

Condado de Vilkmerge

Condado de Breslauja

Geográficamente, el área se centró en la ciudad de Vilna, que siempre había sido la capital de la entidad y la sede de un vaivoda. Sin embargo, el territorio real del voivodato varió con el tiempo. Junto con el voivodato de Trakai, se conocía como Lituania propia. Hasta las particiones de la Mancomunidad polaco-lituana, el voivodato, también conocido como palatinado, estaba compuesto por cinco condados (lituano: plural - pavietai, singular - pavietas ):
- Vilna - Condado de Trakai
- Condado de Asmena
- Condado de Lida
- Condado de Vilkmergė
- Condado de Breslauja

## Voivodas
El voivoda de Vilna ocupó el primer lugar en importancia entre los miembros seculares del Consejo de los Lores de Lituania. En la jerarquía de voivoda de Polonia-Lituania, establecida por la Unión de Lublin en 1569, el voivoda de Vilna, que también fue senador del Sejm polaco-lituano, ocupó el cuarto lugar y el castellano de Vilna, el sexto. lugar.